# Estación Iyoyoshida
La estación Iyoyoshida (伊予吉田駅 Iyoyoshida-eki?) es una estación de la línea Yosan de la Japan Railways que se encuentra en la ciudad de Uwajima de la prefectura de Ehime. El código de estación es el "U25".

## Estación de pasajeros
Cuenta con dos plataformas, entre las cuales se encuentran las vías. Cada plataforma cuenta con un andén (andenes 1 y 2).

### Andenes
| 1 | ● Línea Yosan | Hacia Uwajima (sólo algunos servicios rápidos se detienen)                                                                 |
| 2 | ● Línea Yosan | Hacia Yawatahama, Ōzu, Uchiko, Iyo, Matsuyama, Hōjō, Imabari, Nyūgawa y Saijō (sólo algunos servicios rápidos se detienen) |

## Alrededores de la estación
- Bahía de Yoshida (吉田湾 Yoshida-wan?)
- Dependencia Yoshida del Ayuntamiento de la ciudad de Uwajima
- Oficina de correos de Yoshida

## Historia
- 1918: el 14 de febrero se inaugura la estación.
- 1987: el 1° de abril pasa a ser una estación de la división Ferrocarriles de Pasajeros de Shikoku de la Japan Railways.

## Estación anterior y posterior
- Línea Yosan 
  - Estación Tachima (U24) << Estación Iyoyoshida (U25) >> Estación Takamitsu (U26)